# Лесная белоглазка
Лесная белоглазка (лат. Zosterops xanthochroa) — вид воробьиных птиц из семейства белоглазковых. Эндемик Новой Каледонии, где встречается как на главном, так и на других островах. МСОП присвоил виду охранный статус LC.

## Таксономия
Отношения с другими белоглазками доподлинно не выяснены. Существуют предположения, что Zosterops xanthochroa вместе с тремя другими видами рода: Zosterops minutus, Zosterops explorator и Zosterops flavifrons — может формировать комплекс видов. Тем не менее, они основаны только на общих для этих представителей этих видов жёлтых подштаниках и проживании в одном регионе.

## Описание
Длина 11,5—12,5 см, вес — 8,5—12 г. Голова и спинка тёмно-оливковые, горло и грудка жёлтые, нижние части грязно-белого цвета. Вокруг глаза — широкое белое кольцо. Самцы и самки внешне схожи. Оперение молодых особей не описано.